# Lidia Michalska-Bracha
Lidia Małgorzata Michalska-Bracha (ur. 1961 w Opatowie) – polska historyk i muzealnik, profesor nauk humanistycznych. Jest żoną  mediewisty Krzysztofa Brachy.

## Życiorys
Absolwentka I Liceum Ogólnokształcącego im. Stefana Żeromskiego w Kielcach. W 1986 roku ukończyła studia z zakresu historii w Wyższej Szkole Pedagogicznej w Kielcach. Jej praca magisterska dotyczyła posłów Polskiej Partii Socjalistycznej w pierwszych latach międzywojnia. Rozprawę doktorską pt. Tradycja powstania styczniowego na ziemiach polskich w dobie zaborów (1864–1918), której promotorem był Wiesław Caban, obroniła w 1999 na Wydziale Humanistycznym macierzystej uczelni. Stopień naukowy doktora habilitowanego uzyskała w 2011 roku na Uniwersytecie Jana Kochanowskiego w Kielcach w oparciu o rozprawę Między pamięcią a historiografią. Lwowskie debaty o powstaniu styczniowym (1864–1939). Tytuł profesora nauk humanistycznych w dyscyplinie historia otrzymała postanowieniem Prezydenta RP z 15 maja 2024 roku.
W latach 1986–1999 była zatrudniona w Dziale Historii Muzeum Narodowego w Kielcach. W 1999 roku podjęła pracę w Instytucie Historii na Wydziale Humanistycznym Wyższej Szkoły Pedagogicznej w Kielcach, przekształconej następnie w Akademię Świętokrzyską i Uniwersytet Jana Kochanowskiego (jako adiunkt, a później profesor nadzwyczajny). Stypendystka Towarzystwa Histryczno-Literackiego w Paryżu im. dr Marii Zdziarskiej-Zaleskiej i Polskiej Akademii Nauk w Krakowie. Członkini Komisji Historii Kobiet Komitetu Nauk Historycznych PAN (2012-2016), Polskiego Towarzystwa Historiograficznego oraz Polskiego Towarzystwa Historycznego. Nadto od 2003 do 2009 była prezesem kieleckiego oddziału Polskiego Towarzystwa Historycznego. W 2004 roku otrzymała Nagrodę im. prof. Jerzego Skowronka za monografię pt. Powstanie styczniowe w pamięci zbiorowej społeczeństwa polskiego w okresie zaborów. Stypendystka Towarzystwa Historyczno-Literackiego w Paryżu im. dr Marii Zdziarskiej-Zaleskiej (2009 r.). W latach 2012–2019 prodziekan ds. naukowych na Wydziale Humanistycznym UJK w Kielcach oraz członek Senatu UJK i przewodnicząca Senackiej Komisji Wydawnictwa, Biblioteki i Archiwum w kadencji 2016-2020. Członkini Rady Uczelni UJK (2019-2020). W latach 2013–2026 powołana przez Ministra Kultury i Dziedzictwa Narodowego na członka Rady Muzeum przy Muzeum Narodowym w Kielcach. Członkini ministerialnego Zespołu doradczego do spraw projektów zgłoszonych w ramach programu „Wsparcie dla czasopism naukowych” (2018-2021). Od 2020 r. członkini kolegium redakcyjnego „Kwartalnika Historycznego” (Instytut Historii PAN). Współpracowniczka Komisji Teorii i Historii Historiografii oraz Metodologii Historii przy Komitecie Nauk Historycznych PAN (2020-2023), członkini Komisji Badań nad Historią Syberii PAN (2024-2027). Wykonawczyni w międzynarodowych projektach NPRH: Pamiętniki i listy polskich autorów z Ziem Zabranych (Litwa, Białoruś, Ukraina) w latach 1795-1918 oraz Polscy zesłańcy na Syberii Zachodniej w drugiej ołowie XVIII wieku - XIX wieku w oczach Rosjan i ludności syberyjskiej. Wicedyrektorka Szkoły Doktorskiej Uniwersytetu Jana Kochanowskiego w Kielcach (2019-2024). Autorka ponad 160 publikacji naukowych, w tym prac pod redakcją i monografii autorskich oraz współautorskich, nagrodzonych nagrodą KLIO (2017) oraz wyróżnieniem Ministra Spraw Zagranicznych w Konkursie Historycznym na najlepsze publikacje promujące historię polskiej dyplomacji i historię Polski (2022). 
Zainteresowania badawcze: historiografia i myśl historyczna XIX-XX w.; pamięć kulturowa; powstanie styczniowe - losy uczestników - pamięć i historiografia; historia kobiet w XIX-XX w.; muzealnictwo; dzieje Galicji i historia Lwowa oraz edytorstwo źródeł historycznych. 

## Wybrane publikacje
- Powstanie styczniowe w pamięci zbiorowej społeczeństwa polskiego w okresie zaborów, Kielce 2003
- Między pamięcią a historiografią. Lwowskie debaty o powstaniu styczniowym (1864–1939), Kielce 2011
- Między irredentą a kolaboracją. Postawy społeczeństwa polskiego w latach niewoli – "W obcym mundurze", (współredakcja wraz z M. Korybut-Marciniak), Warszawa 2013
- Znani i nieznani dziewiętnastowiecznego Lwowa. Studia i materiały, t. 1-4, (współredakcja wraz z M. Przeniosło), Kielce 2007-2014
- Znani i nieznani międzywojennego Lwowa. Studia i materiały, t. 1-4, (współredakcja wraz z M. Przeniosło), Kielce 2007-2015
- O wojnę powszechną za wolność ludów... I wojna światowa na ziemiach polskich - aspekty społeczne, polityczne i militarne, (współredakcja z R. Kotowskim i M. Przeniosło), Kielce 2014
- Drogi Polaków do Niepodległości. W 150. rocznicę powstania styczniowego, (współredakcja wraz z W. Caban, W. Śliwowska), Warszawa 2015
- Polskie dziewiętnastowieczne pamiętniki i listy z Ziem Zabranych, (współredakcja wraz z W. Caban), Warszawa 2017
- Pamiętniki i listy polskich autorów z Ziem Zabranych (Litwa, Białoruś, Ukraina) w latach 1795-1918: Materiały do katalogu, t. 1: Pamiętniki rękopiśmienne i drukowane, opracowanie Maria Domańska-Nogajczyk, Tomasz Wójcik, Wiesław Caban, Lidia Michalska-Bracha, Kielce 2017
- Pamiętniki i listy polskich autorów z Ziem Zabranych (Litwa, Białoruś, Ukraina) w latach 1795-1918: Materiały do katalogu, t. 2: Listy rękopiśmienne i drukowane, opracowanie Maria Domańska- Nogajczyk, Tomasz Wójcik, Wiesław Caban, Lidia Michalska-Bracha, Kielce 2017
- Sanktuarium Józefa Piłsudskiego w Kielcach. Między pamięcią a polityką historyczną II Rzeczypospolitej, Kielce 2018 (wspólnie z R. Kotowskim)
- Wspomnienia Wandy z Wolskich Umińskiej (1841-1926), opracowanie, komentarz i przypisy L. Michalska-Bracha, E. Noiński, Warszawa 2020
- Józef Kajetan Janowski (1832-1914). Po powstaniu styczniowym... Emigrant, weteran 1863 roku, lwowianin z wyboru, Warszawa 2021
- Wspomnienia Emilii ze Szwarców Heurichowej (1819-1905) i jej córki Teodory z Heurichów Kiślańskiej (1844-1920) z czasów powstania styczniowego, opracowanie, komentarz i przypisy  L. Michalska-Bracha, E. Noiński, Warszawa 2023

Bibliografia
- Z perspektywy czterdziestolecia. Księga pamiątkowa Instytutu Historii Uniwersytetu Humanistyczno-Przyrodniczego Jana Kochanowskiego w Kielcach (1970–2010), pod red. R. Gryza, Kielce 2010, s. 179-180.
- Dr hab. Lidia Małgorzata Michalska-Bracha, [w:] baza „Ludzie nauki” portalu Nauka Polska (OPI PIB) [dostęp 2014-09-30].